# Монохромія
Монохромія (від грец. μόνος «один, єдиний» і χρωμά «колір, фарба») — у широкому сенсі «однобарв'я».
Приклади сфер застосування слова:
- у живописі — виконання твору (малюнку) в одному кольорі; існує окремий вид декоративного живопису — гризайль, що цілком базується на монохромії.
- у типографії — друкування тільки однією (як правило, чорною) фарбою.
- у кінематографії, телебаченні і фотографії — чорно-біла зйомка.

Антонім: Поліхромія